# Lobo Bravo Rugby
Lobo Bravo Rugby es un asociación civil brasileña sin fines lucrativos que tiene como objetivo principal difundir la práctica de rugby en el centro y sur de Paraná, especialmente en la ciudad de Guarapuava, su sede.

## Historia
La transmisión de la Copa del Mundo de Rugby el 20 de octubre de 2003 fue el incentivo principal para la fundación del club y hacer el primer entrenamiento del Lobo Bravo Rugby. Al inicio realizaba los entrenamientos en la Plaza de Ucrania, lo que le permitió dar visibilidad al deporte.
Así, en 2005 el club Lobo Bravo Rugby se convirtió en una asociación debidamente registrada ante los organismos competentes.

## Títulos
Categoría Adulto Masculino:
- 2011 - 2.º lugar, Campeonato paranaense de Rugby
- 2010 - 3.º lugar, Campeonato paranaense de Rugby
- 2009 - 6.º lugar, XV Ten-a-side del Mercosur CATARATAS (Puerto Iguazú, Argentina)
- 2009 - 3.º lugar, Campeonato paranaense de Rugby
- 2009 - 6.º lugar, Circuito Brasileño de Rugby Sevens, etapa Curitiba
- 2008 - 2.º lugar, Campeonato paranaense de Rugby
- 2008 - 6.º lugar, Circuito Brasileiro de Rugby Sevens, etapa Curitiba
- 2008 - 5.º lugar, Torneo Internacional de Cascavel, Rugby Sevens
- 2007 - 3.º lugar, Campeonato paranaense de Rugby
- 2007 - 4.º lugar, Liga Sur de Rugby
- 2006 - 3.º, Campeonato paranaense de Rugby
- 2005 - Copa de honor, Circuito Brasileño de Rugby Sevens, etapa Florianópolis

Categoría Adulto Femenino:
- 2006 - 5.º lugar, Circuito Brasileño de Rugby Sevens, etapa Florianópolis

Categoría Juvenil Masculino:
- 2010 - 6.º lugar, Circuito Brasileño de Rugby Sevens, etapa Curitiba
- 2006 - 5.º lugar, Torneo de Rugby Sevens de SPAC

## Uniforme

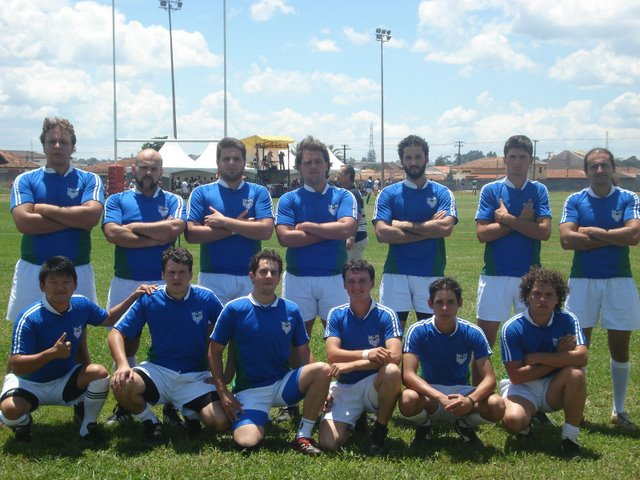

Después de un periodo en el cual usaba una camiseta azul marino, actualmente el club Lobo Bravo Rugby tiene dos uniformes:

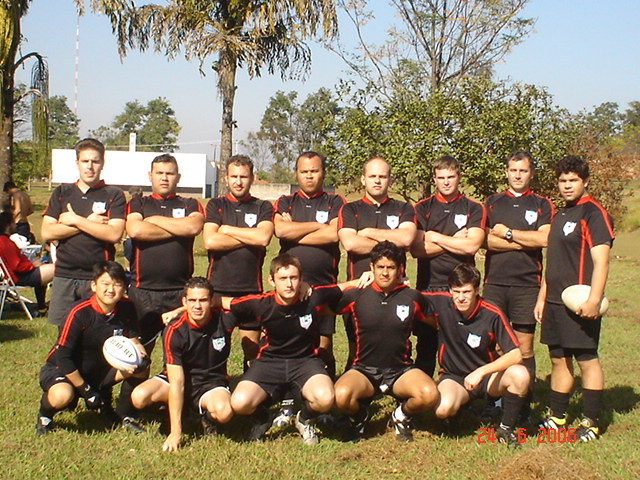

- Uniforme 1: camiseta negra con cuello y franjas rojas (dos rayas a los lados y en los hombros); pantalón corto negro y calcetas negras. Al lado izquierdo de la camiseta, a la altura del pecho, lleva estampado el escudo del equipo con los colores de la bandera de Guarapuava.
- Uniforme 2: azul con detalles verdes a los lados y dos franjas blancas en los hombros, pantalón corto y medias de color blanco. Al lado izquierdo de la camiseta, a la altura del pecho, lleva estampado el escudo del equipo con los colores de la bandera de Guarapuava.

## Lugares de entrenamiento
Actualmente Lobo Bravo Rugby entrena todos los sábados, en el cuartel del 26.º Grupo de Artillería de campaña. Durante la semana, los ejercicios se realizan en el Parque del Lago.